# ديفي روب
ديفي روب (بالإنجليزية: Davie Robb)‏ (15 ديسمبر 1947 في المملكة المتحدة - 9 يوليو 2022) هو لاعب كرة قدم بريطاني في مركز الهجوم. شارك مع منتخب اسكتلندا تحت 21 سنة لكرة القدم ومنتخب اسكتلندا لكرة القدم. أما مع النوادي، فقد لعب مع دونفرملين أثلتيك ونادي أبردين ونورويتش سيتي وفانكوفر وايتكابس وفيلادلفيا فيوري ‏ وتامبا باي راوديز وتلسا رافنكس.